# Polidèsmides
Els polidèsmides (Polydesmida, gr. poly 'molt' i desmos 'enllaç') són un ordre de diplòpodes quilognats, el més nombrós amb unes 3.500 espècies, incloent tots els milpeus que produeixen cianur d'hidrogen (HCN) com a secreció de les glàndules repel·lents.

## Característiques
La majoria de les espècies l'ordre Polydesmida tenen unes expansions laterals amples a cada segment conegudes com a paranots. Aquestes expansions són produïdes per la meitat posterior de cada anell del cos. Incloent el tèlson, els adults tenen 19 o 20 anells, mentre que els joves en tenen entre 7 i 19. Els polidèsmides no tenen ulls i varien en longitud de 3 a 130 mm. Els mascles madurs tenen un sol parell de gonòpodes que correspon al parell de potes anteriors del 7è segment. Moltes de les espècies més grans presenten patrons de coloració brillants que adverteixen els depredadors de les seves secrecions tòxiques.

## Història natural
Els polidèsmides són molt freqüents a la fullaraca, on excaven fent palanca amb l'extrem anterior del cos.

## Taxonomia

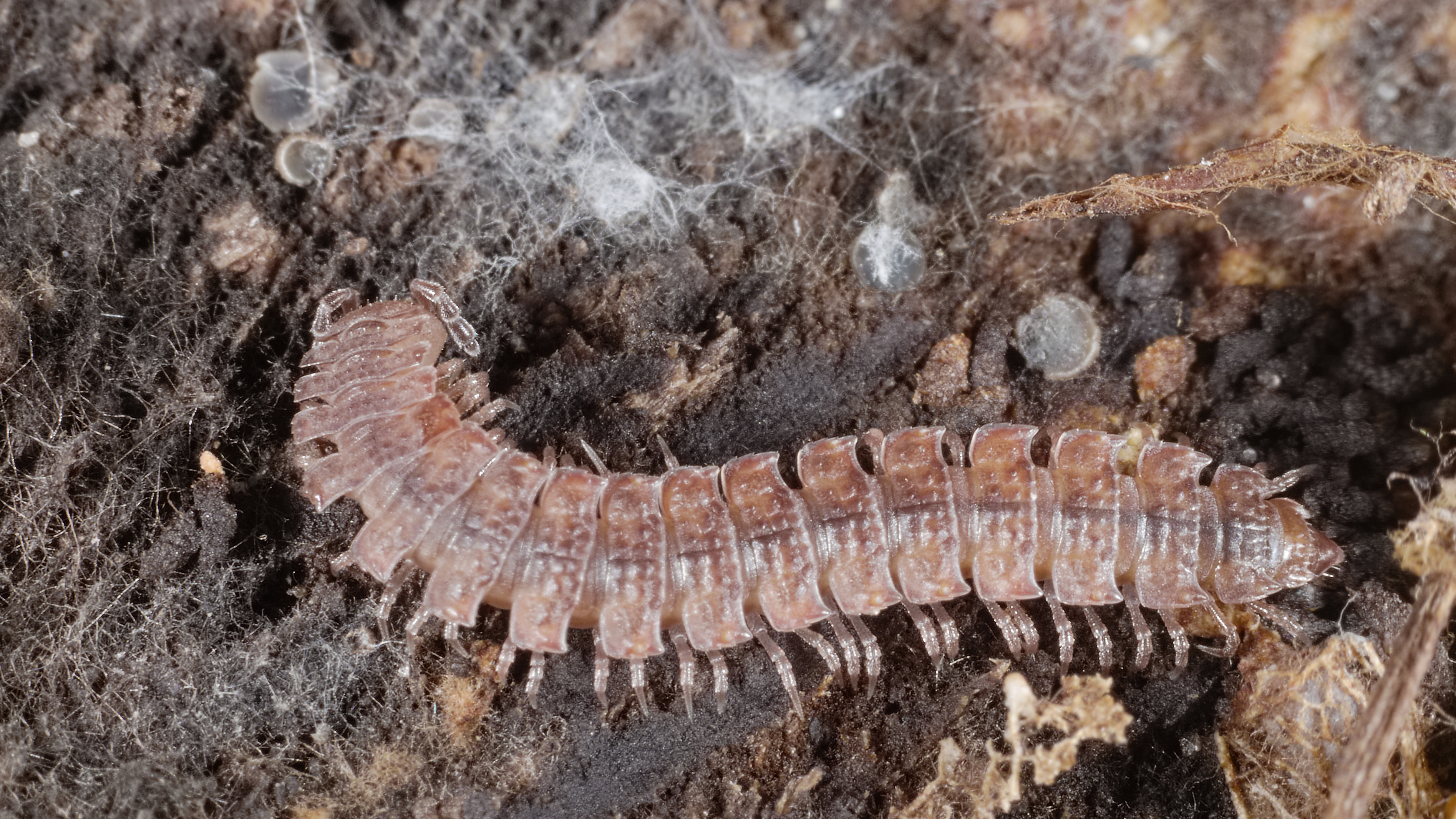
Polydesmus angustus, espècie present a la península Ibèrica.

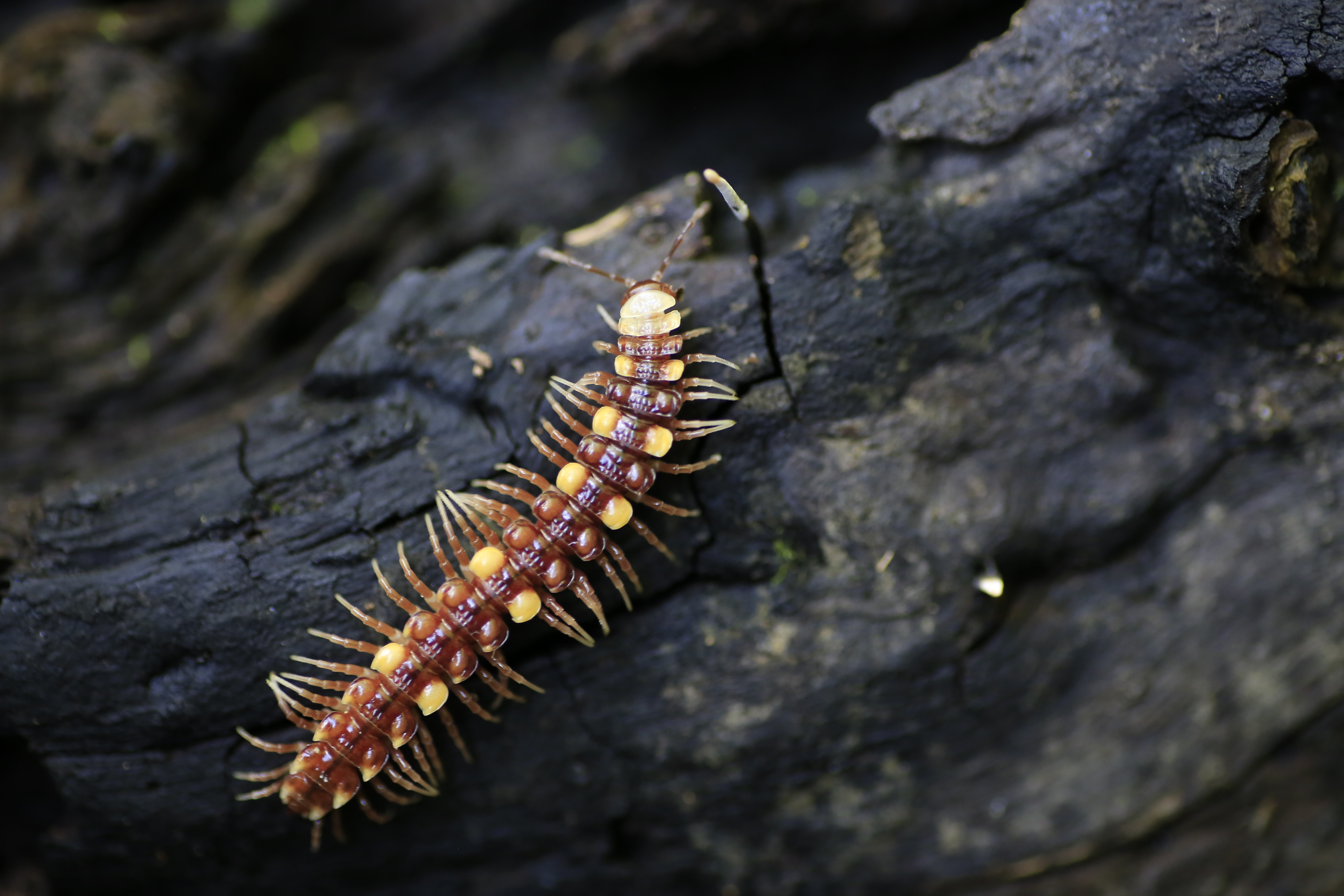
Polydesmus collaris, d'Itàlia.

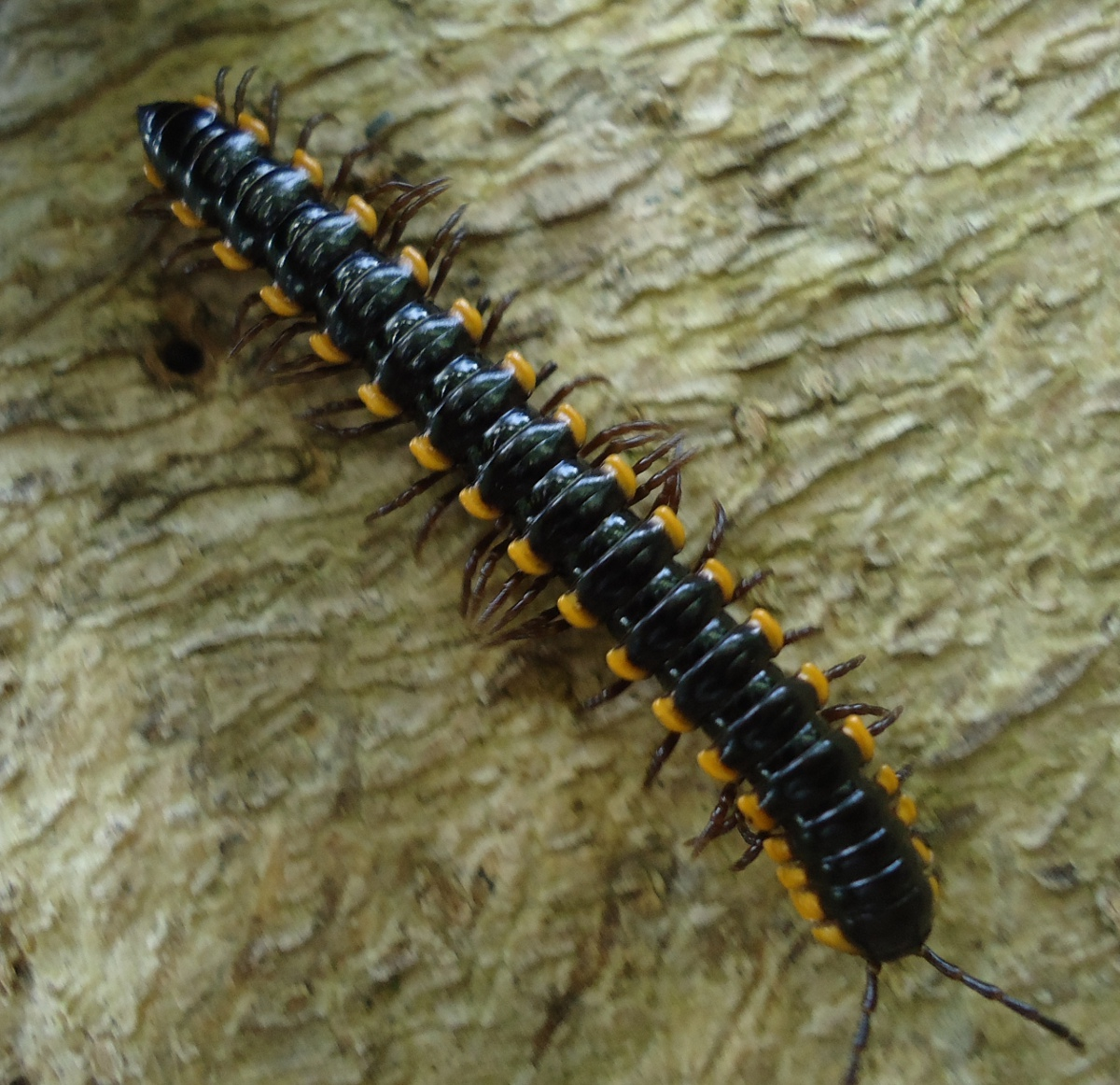
Asiomorpha coarctata de les Filipines.

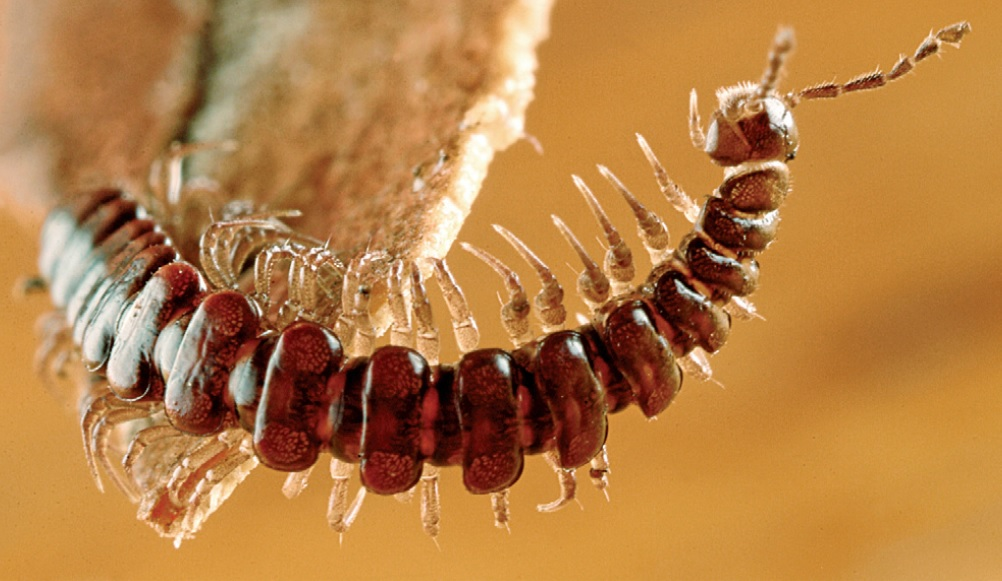
Tasmaniosoma armatum de Tasmània.

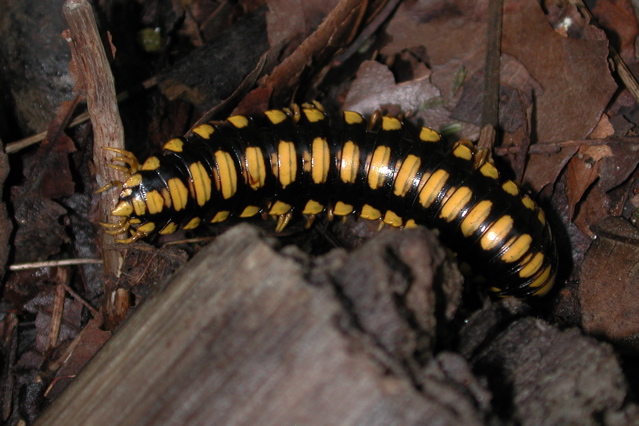
Xystodesmidae sp. dels Estats Units amb coloració aposemàtica.

L'ordre Polydesmida inclou unes 3.500 espècies classificades en quatre subordres i 29 famílies:
Subordre Dalodesmidea Hoffman, 1980
- Família Dalodesmidae Cook, 1896
- Família Vaalogonopodidae Verhoeff, 1940

Subordre Leptodesmidea Brölemann, 1916
- Superfamília Chelodesmoidea Cook, 1895
  - Família Chelodesmidae Cook, 1895
- Superfamília Platyrhacoidea Pocock, 1895
  - Família Aphelidesmidae Brölemann, 1916
  - Família Platyrhacidae Pocock, 1895
- Superfamília Rhachodesmoidea Carl, 1903
  - Família Rhachodesmidae Carl, 1903
  - Família Tridontomidae Loomis & Hoffman, 1962
- Superfamília Sphaeriodesmoidea Humbert & de Saussure, 1869
  - Família Campodesmidae Cook, 1896
  - Família Holistophallidae Silvestri, 1909
  - Família Sphaeriodesmidae Humbert & de Saussure, 1869
- Superfamília Xystodesmoidea Cook, 1895
  - Família Eurymerodesmidae Causey, 1951
  - Família Euryuridae Pocock, 1909
  - Família Gomphodesmidae Cook, 1896
  - Família Oxydesmidae Cook, 1895
  - Família Xystodesmidae Cook, 1895

Subordre Paradoxosomatidea Daday, 1889
- Família Paradoxosomatidae Daday, 1889

Subordre Polydesmidea Pocock, 1887
- Superfamília Oniscodesmoidea Simonsen, 1990
  - Família Dorsoporidae Loomis, 1958
  - Família Oniscodesmidae DeSaussure, 1860
- SuperfamíliaPyrgodesmoidea Silvestri, 1896
  - Família Ammodesmidae Cook, 1896
  - Família Cyrtodesmidae Cook, 1896
  - Família Pyrgodesmidae Silvestri, 1896
- Superfamília Haplodesmoidea Cook, 1895
  - Família Haplodesmidae Cook, 1895
- Superfamília Opisotretoidea Hoffman, 1980
  - Família Opisotretidae Hoffman, 1980
- Superfamília Polydesmoidea Leach, 1815
  - Família Cryptodesmidae Karsch, 1880
  - Família Polydesmidae Leach, 1815
- Superfamília Trichopolydesmoidea Verhoeff, 1910
  - Família Fuhrmannodesmidae Brölemann, 1916
  - Família Macrosternodesmidae Brölemann, 1916
  - Família Nearctodesmidae Chamberlin & Hoffman, 1958
  - Família Trichopolydesmidae Verhoeff, 1910